# Tursac
Tursac ist eine französische Gemeinde mit 339 Einwohnern (Stand: 1. Januar 2022) im Département Dordogne in der Region Nouvelle-Aquitaine. Sie gehört zum Arrondissement Sarlat-la-Canéda und zum Kanton Vallée de l’Homme.

## Lage und Klima
Tursac liegt am Fluss Vézère im waldreichen Périgord noir in einer Höhe von ca. 80 m. Die Stadt Périgueux befindet sich ca. 35 km (Fahrtstrecke) nordwestlich; Sarlat-la-Canéda liegt ca. 25 km südöstlich. Das Klima ist gemäßigt; Regen (ca. 850 mm/Jahr) fällt übers Jahr verteilt.

## Bevölkerungsentwicklung
| Jahr      | 1800 | 1851 | 1901 | 1954 | 1999 | 2016 |
| Einwohner | 730  | 789  | 505  | 293  | 340  | 347  |

Die Reblauskrise im Weinbau, die zunehmende Mechanisierung der Landwirtschaft und die Aufgabe bäuerlicher Kleinbetriebe haben im 20. Jahrhundert zu einem Mangel an Arbeitsplätzen geführt, was wiederum die Abwanderung mehrerer Familien in die Städte zur Folge hatte (Landflucht).

## Wirtschaft
Über Jahrhunderte lebten die Menschen als Selbstversorger von der Landwirtschaft, zu der in hohem Maße auch die Viehzucht gehörte. Eines der wenigen handelbaren Güter war Holzkohle. Seit den 1960er Jahren spielt auch der Tourismus in Form der Vermietung von Ferienwohnungen (gîtes) eine nicht unwichtige Rolle für die Einnahmen der Gemeinde.

## Geschichte
Das Umland von Tursac wurde schon von prähistorischen Jägern und Sammlern aufgesucht, die unter den zahlreichen Abris (Roc du Barbeau) im Tal der Vézère Schutz fanden; einer der Abris wurde noch vom 10. bis ins 17. Jahrhundert, vor allem in der Zeit des Hundertjährigen Krieges (1337–1453) als wehrhafter Siedlungsplatz genutzt. Auch das im 16. Jahrhundert erbaute Maison forte de Reignac nutzt einen hochgelegenen Felsüberhang als natürliches Bollwerk. Der Name Tursac stammt wahrscheinlich aus gallorömischer Zeit; urkundlich belegt ist er seit dem 13. Jahrhundert.

## Sehenswürdigkeiten

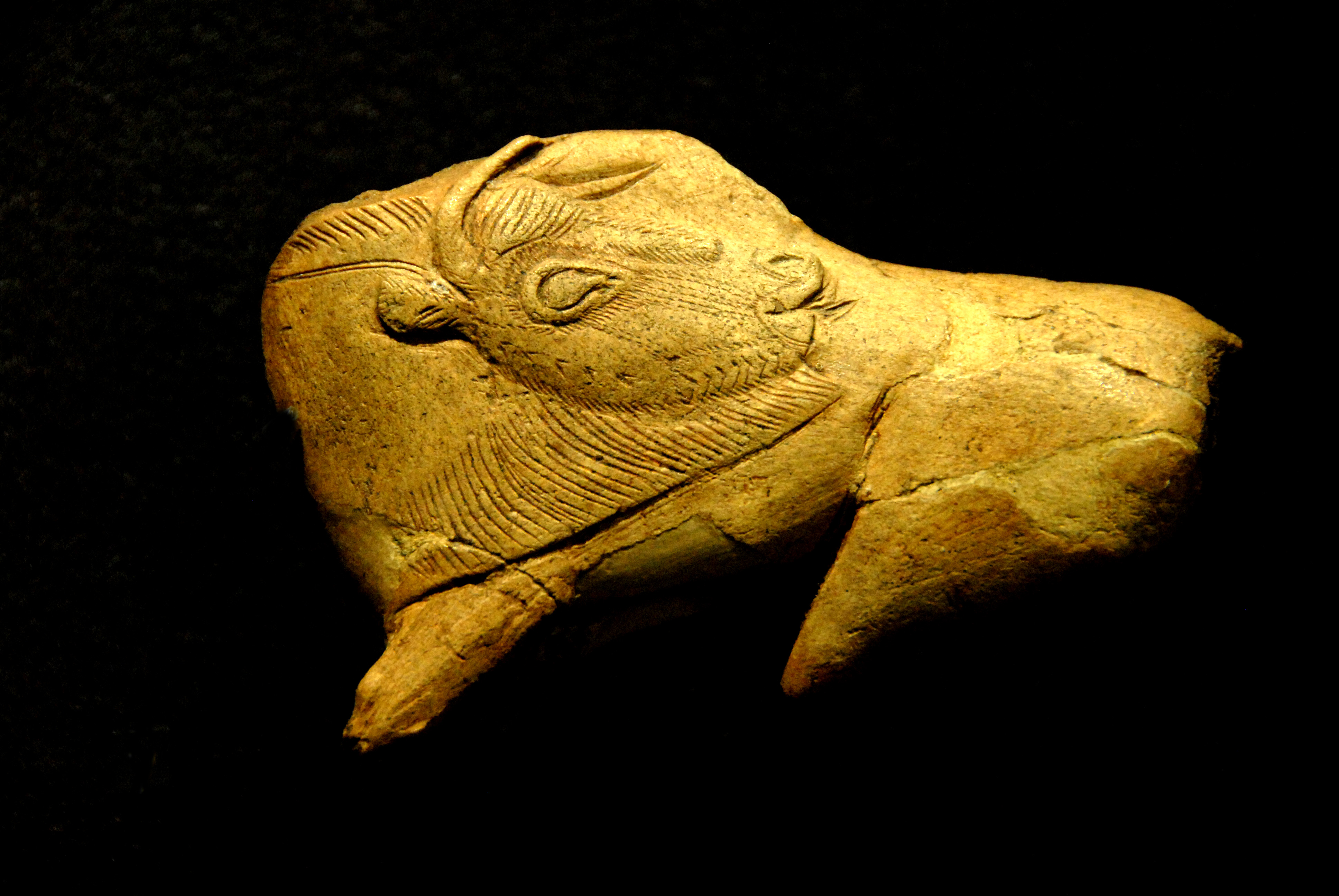
Wisent aus dem Abri La Madeleine (heute im Musée National de Préhistoire in Les Eyzies)

Tursac liegt im Zentrum der prähistorischen Fundstätten des Vézère-Tales, die alle als Monuments historiques registriert sind; mit Ausnahme des Abri de la Madeleine sind die meisten jedoch nicht zu besichtigen:
- Abri de la Madeleine
- Abri Cellier au Ruth
- Abri Ruth
- Abri du Facteur
- Gisement Liveyre
- Roc du Barbeau
- Grotte de la Forêt

Aber auch Baudenkmäler aus anderen Epochen sind auf dem Gemeindegebiet zu finden:
- Die Église Saint-Julien (manchmal auch als Église Notre-Dame tituliert) stammt aus dem 12./13. Jahrhundert; während des Hundertjährigen Krieges wurde das Kirchenschiff erhöht um einen Flucht- oder Schutzraum für die Bewohner des Ortes zu schaffen.[4] Die Kirche ist seit dem Jahr 1927 als Monument historique anerkannt.[5]
- Das Château de Marzac wird schon im 13. Jahrhundert erwähnt; der heutige Bau stammt jedoch aus dem 15. Jahrhundert.[6] Das Bauwerk ist seit dem Jahr 1963 als Monument historique anerkannt.[7]
- Das Maison forte de Reignac entstand im 16. Jahrhundert unter einer Felsklippe (abri) und war bis 20. Jahrhundert hinein bewohnt. Mittlerweile ist es zu einem Museum umgestaltet worden.[8] Das Bauensemble ist seit dem Jahr 1964 als Monument historique anerkannt.[9]
- interessant ist der in der Nähe von Reignac gelegene Préhistoparc, der Szenerien aus dem Leben des Neanderthalers und des Cro-Magnon-Menschen präsentiert.[10]

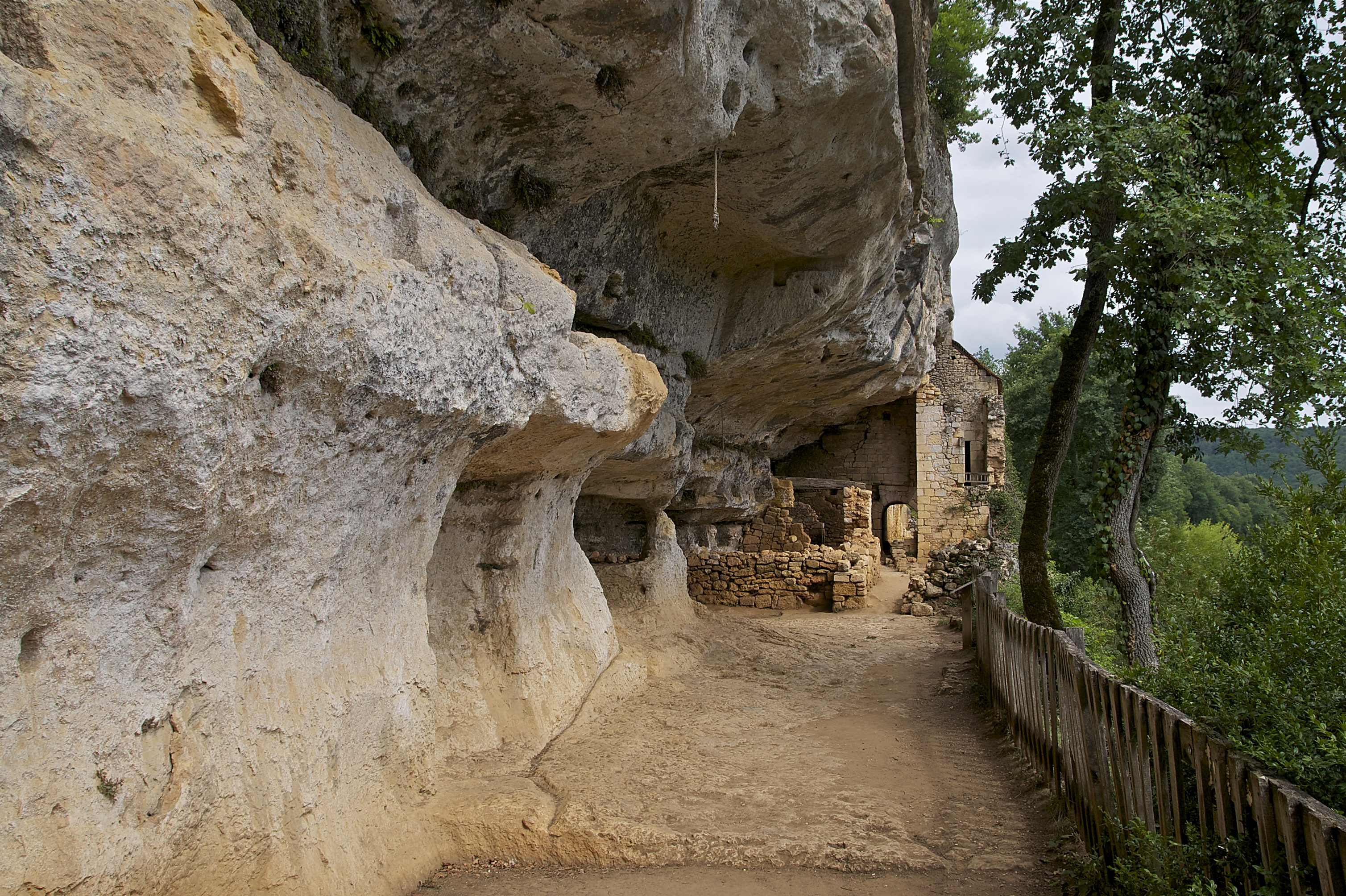
Abri La Madeleine
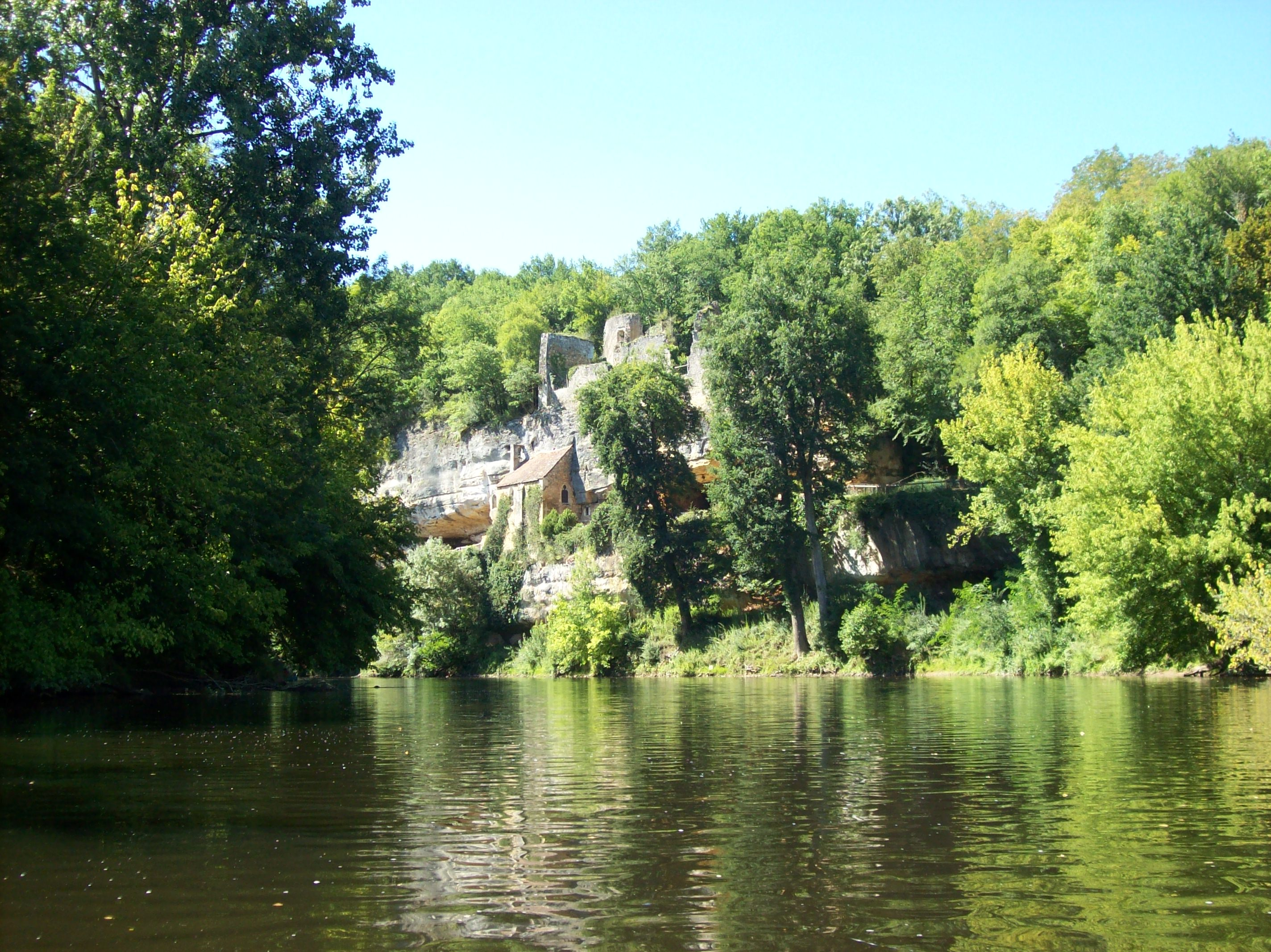
La Madeleine am Fluss Vézère
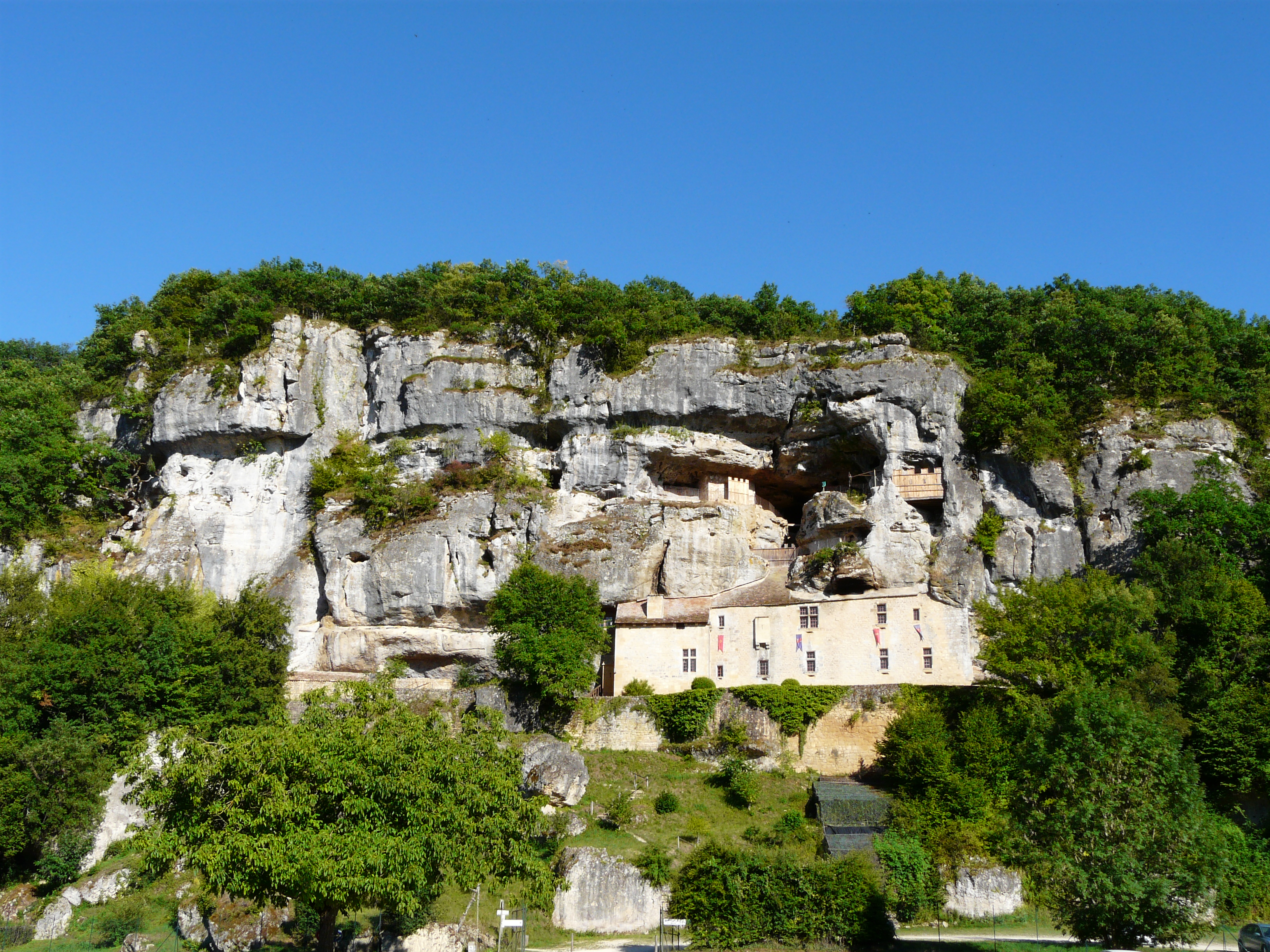
Maison forte Reignac
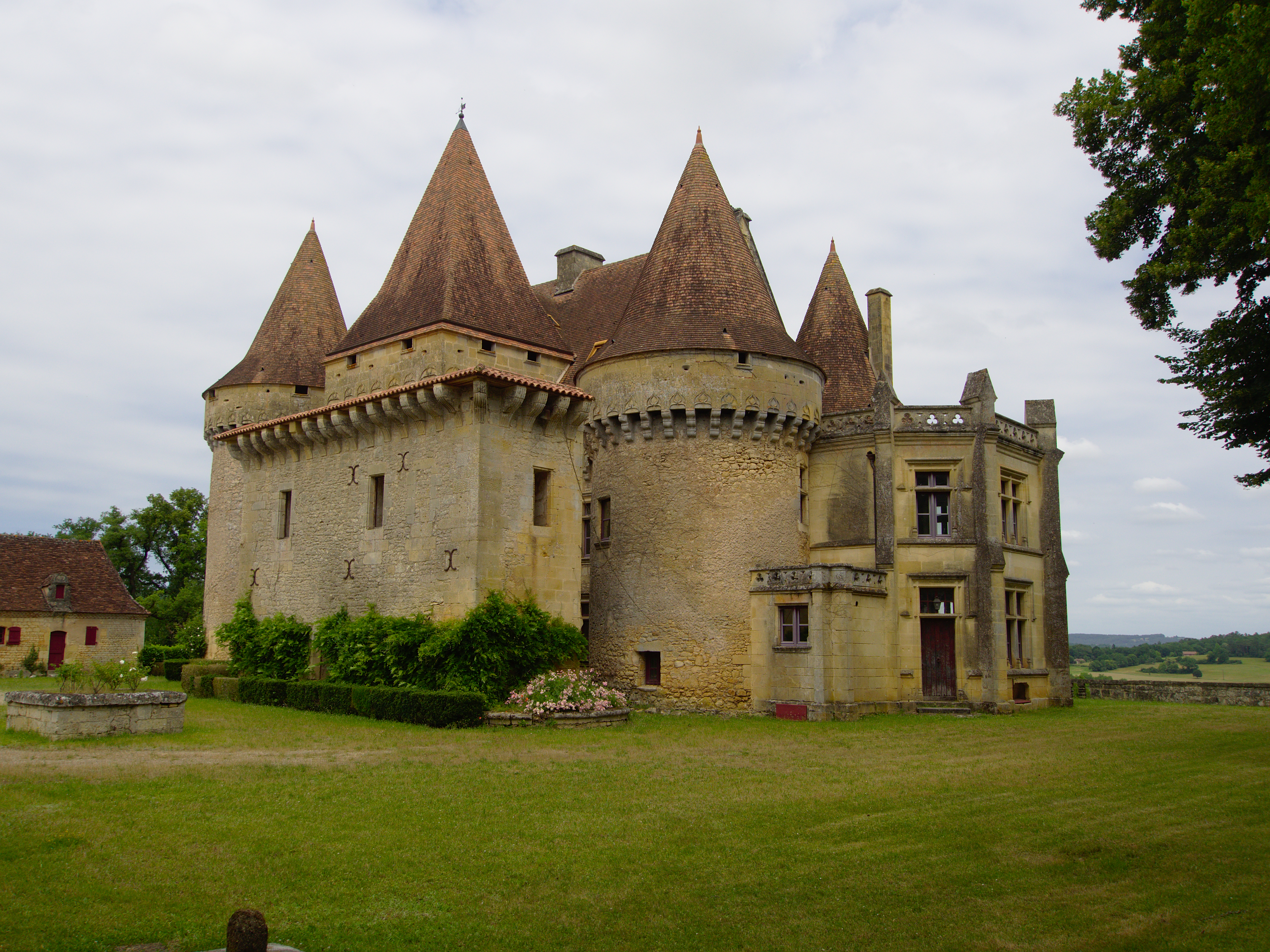
Château de Marzac
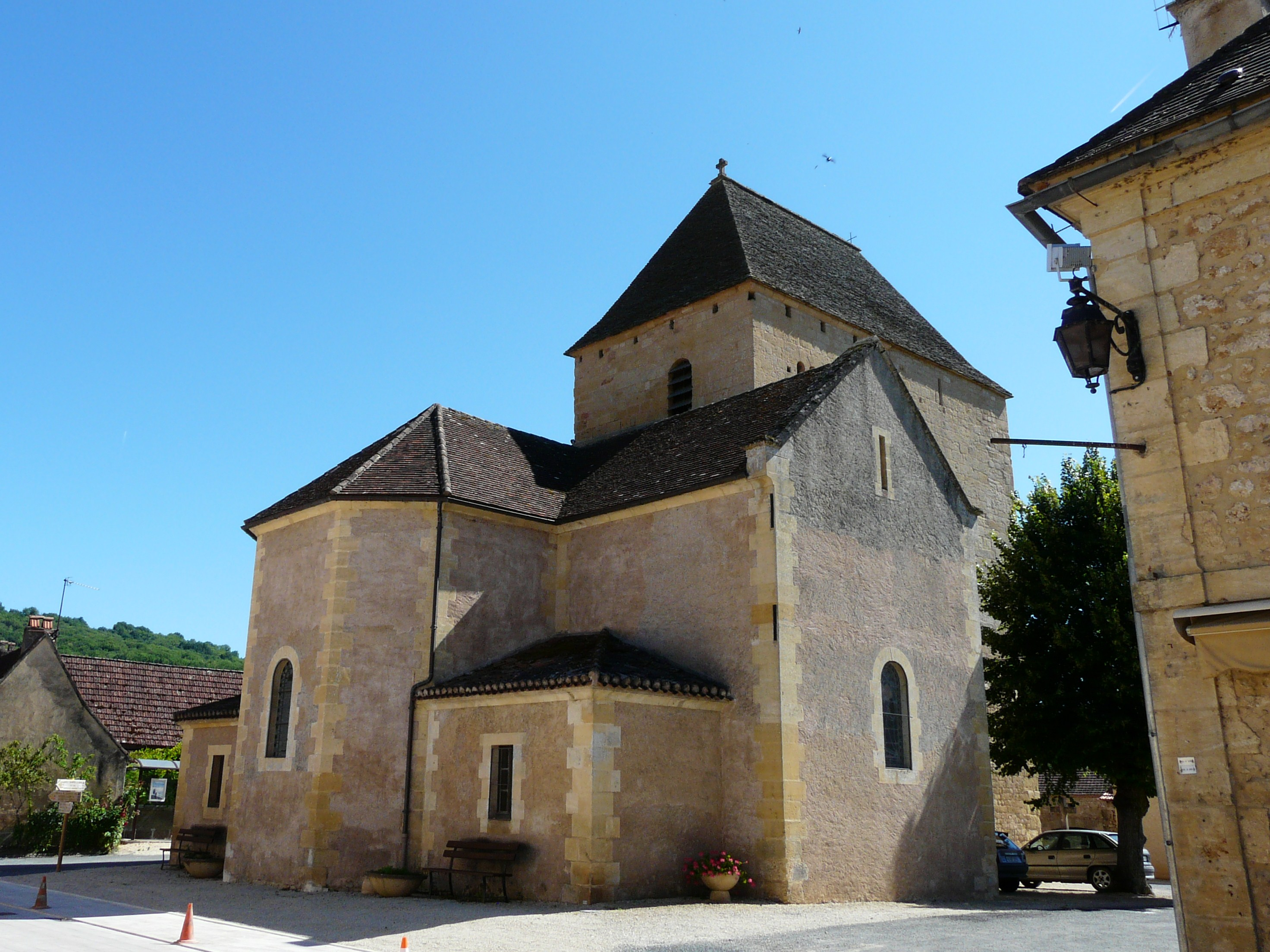
Église Saint-Julien